# Urnatella
Urnatella to monotypowy rodzaj bezkręgowców z typu kielichowatych, rzędu Barentsiida i rodziny Barentsiidae. Przedstawiciele tego rodzaju występują w wodach słodkich. Przed zimą odrzucają kielichy (górną część ciała mieszczącą wszystkie organy wewnętrzne) i w postaci samych stylików zapadają w stan anabiozy, na wiosnę wykształcając nowe kielichy.
Do rodzaju należy tylko jeden gatunek: Urnatella gracilis, pochodzący z Ameryki Północnej, lecz obecnie występujący na wszystkich kontynentach z wyjątkiem Antarktydy. W Polsce stwierdzony w Jeziorach Konińskich oraz dolnej Odrze.